# Vlodrop

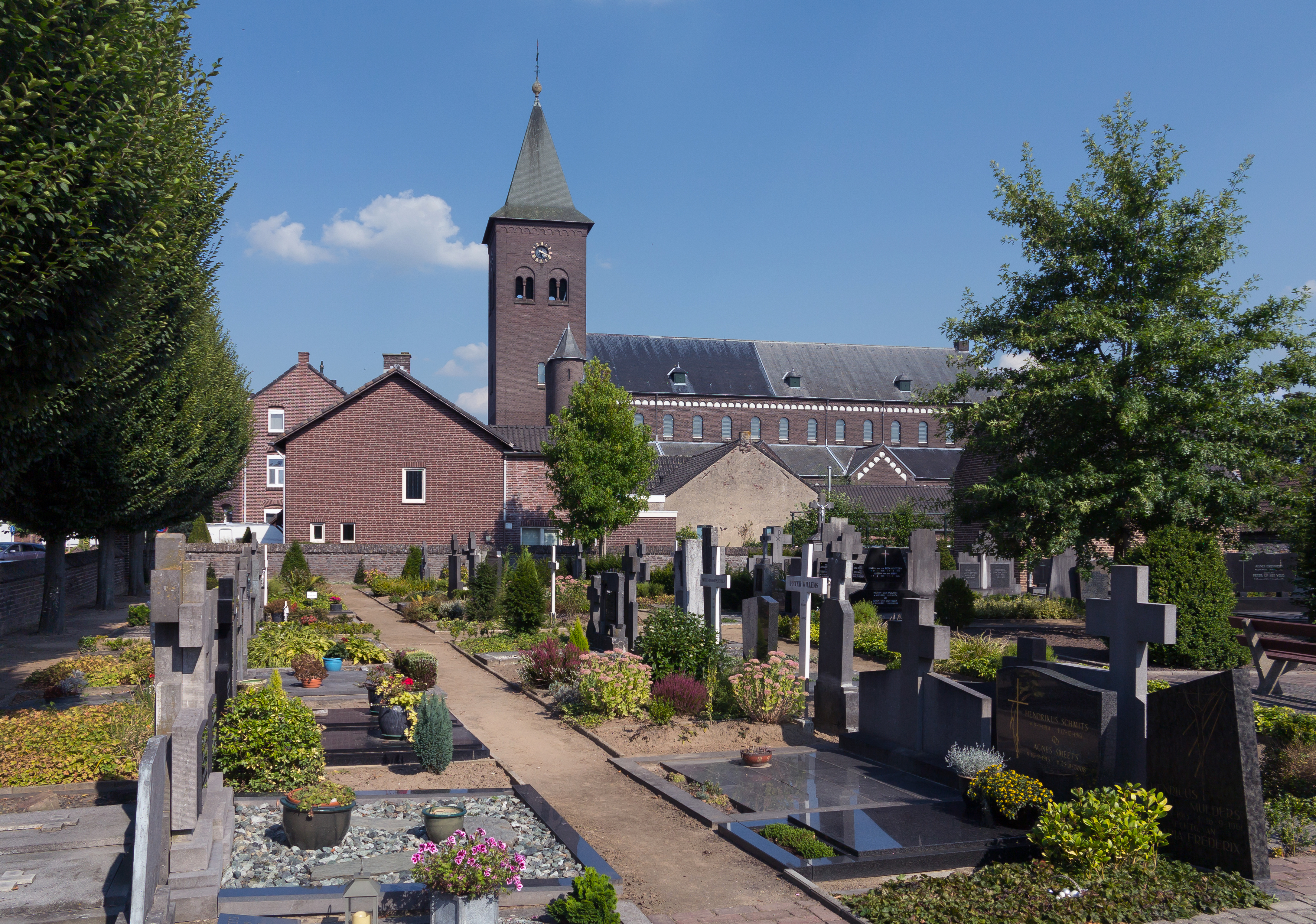
Vlodrop, l'église Saint-Martin.

Vlodrop est un village néerlandais situé dans la commune de Roerdalen, dans la province du Limbourg néerlandais. Le 1er janvier 2006, le village comptait 2 520 habitants.

## Histoire
Vlodrop a été une commune indépendante jusqu'au 1er janvier 1991. À cette date, elle fusionna avec Melick en Herkenbosch pour former la nouvelle commune de Roerdalen.